# Bilwi
Bilwi (znane również jako Puerto Cabezas) – miasto w północno-wschodniej Nikaragui, położone na wybrzeżu atlantyckim (na tzw. Wybrzeżu Moskitów) niedaleko ujścia rzeki Wawa. Współrzędne geograficzne: 14°02′N 83°26′W/14,033333 -83,433333. Ośrodek administracyjny regionu autonomicznego Atlántico Norte. Drugi pod względem liczby ludności (po Bluefields) ośrodek miejski atlantyckiego wybrzeża Nikaragui; zamieszkuje je 22,6 tys. (1995). Większość ludności stanowią Indianie Miskito.
Miasto zostało założone w 1929 na obszarze zwanym Bilwi. Zostało wówczas nazwane Puerto Cabezas na cześć nikaraguańskiego generała Rigoberto Cabezasa, który za czasów prezydenta Zelayi przyłączył Wybrzeże Moskitów do Nikaragui. W 1961 zgromadziły się tu okręty amerykańskie przez inwazją w Zatoce Świń. W 1967 miasto zostało poważnie zniszczone przez pożar.
W 1996 zmieniono oficjalną nazwę miasta na Bilwi, ale gmina (municipio), której ośrodkiem administracyjnym jest Bilwi nosi nadal nazwę Puerto Cabezas. W języku potocznym obie nazwy używane są zamiennie.
Gospodarka miasta opiera się na rybołówstwie, głównie połowie langust. Z przemysłu na większą skalę rozwinął się jedynie przemysł drzewny. Bilwi to także jeden z głównych portów morskich kraju, przez który wywozi się banany i drewno. Miasto posiada port lotniczy obsługujący połączenia krajowe.

## Miasta partnerskie
- Bazylea
- San Juan de Los Morros
- Burlington